# 恋人是聖誕老人
《戀人是聖誕老人》（日语：恋人がサンタクロース）是日本女歌手松任谷由實的歌曲，收錄於1980年12月1日發售的第10張原創專輯《SURF&SNOW》，亦是電影《帶我去滑雪》的插曲。

## 概要
- 此曲與山下達郎的《CHRISTMAS EVE（日语：クリスマス・イブ (山下達郎の曲)）》是J-POP聖誕歌曲的經典歌曲。
- 作詞・作曲是松任谷由實，而編曲為松任谷正隆。
- 電影《帶我去滑雪（日语：SURF&SNOW）》插曲。

## 翻唱
本曲曾有以下的藝人翻唱。
- 松田聖子（1982年）－收錄於聖誕企劃專輯《金絲帶（日语：金色のリボン）》
- A.S.A.P.（日语：A.S.A.P. (グループ)）（1990年）－英文版歌名為〈My Baby Santa Claus〉，收錄於專輯《Boy Friends Girl Friends》。
- 愛野美奈子（配音：深見梨加）（1996年）－收錄於專輯《美少女戰士Sailor Stars Merry Christmas!（日语：美少女戦士セーラームーン セーラースターズ Merry Christmas!）。
- 岸谷香（日语：奥居香）（1999年）
- 島谷瞳（2002年）－收錄於迷你專輯《Poinsettia〜亞麻色冬季記憶〜（日语：Poinsettia〜亜麻色ウィンターメモリーズ〜）》。
- 女子十二樂坊（2005年）－收錄於專輯《Merry Christmas To You》。
- CHiYO（日语：CHiYO）（2006年）
- 高野千惠（日语：高野千惠）（2009年）
- SCANDAL（2010年）
- 野川櫻（2010年）
- ROCO（日语：ROCO）（2011年）－收錄於《兒歌集4》。
- FLOWER（2012年）－以下詳述。
- 沼倉愛美、原由實、淺倉杏美（2012年）－收錄於《THE IDOLM@STER STATION!!! Nouvelle Vague》。
- 大橋好規（日语：大橋トリオ）（2013年）－收錄於《MAGIC》。
- 如月千早（配音：今井麻美）（2015年）－收錄於《THE IDOLM@STER MASTER ARTIST 3 07 如月千早》。

## FLOWER的單曲
《戀人是聖誕老人》（日语：恋人がサンタクロース）是日本女子組合FLOWER的第4張單曲，於2012年11月28日由Sony Music Associated Records發行。

### 概要
- 與前作《forget-me-not 〜勿忘我〜》相隔約3個月後的單曲。
- 此曲是組合首次翻唱歌曲[2][3]。
- 單曲以「初回生產限定盤」及「通常盤」兩種版本發售。

### 收錄曲目

#### 初回生產限定盤
CD
1. 戀人是聖誕老人　[4:53]
作詞・作曲：松任谷由實；編曲：Maestro-T
2. Still 〜Christmas version〜　[4:08]
作詞：松尾潔；作曲：川口大輔；編曲：中野雄太
3. 恋人がサンタクロース (instrumental)　[4:50]
4. Still 〜Christmas version〜 (instrumental)　[4:07]

DVD
1. 「戀人是聖誕老人」 MUSIC VIDEO
2. BONUS TRACK〜Interviews〜

#### 通常盤
1. 戀人是聖誕老人
2. Still 〜Christmas version〜
3. 恋人がサンタクロース (instrumental)
4. Still 〜Christmas version〜 (instrumental)

## 外部連結
- YouTube上的Flower 『戀人是聖誕老人』
- Flower官方網站 （页面存档备份，存于） （日語）
- 官網唱片介紹
  - 《戀人是聖誕老人》【初回生產限定盤】 （页面存档备份，存于） （日語）
  - 《戀人是聖誕老人》【通常盤】 （页面存档备份，存于） （日語）